# ドロテ
ドロテ（Dorothée、1953年7月14日 - ）は、フランスの歌手、女優、テレビパーソナリティーである。

## 来歴・人物
フランスのパリに生まれ、パリ南郊オー＝ド＝セーヌ県のブール＝ラ＝レーヌで育つ。本名はフレデリク・オシェデ（Frédérique Hoschédé）。
1973年から「ドロテ」の芸名で芸能活動を始め、1980年から歌手としてアルバムも出しており、総売り上げは11年間で1300万枚に達した。「Hou! la menteuse」「C'est un poète」「T'es pas cap」といった若者の恋愛感情を歌った楽曲を多く発表しているほか、テレビアニメ『キャンディ・キャンディ』の日本版主題歌にフランス語の歌詞を載せた「Au pays de Candy」などのアニメソングも歌っている。フランス国内では小中学生を中心に絶大な人気を誇った。
パーソナリティーとして担当した子ども番組で、日本製のアニメを多く紹介した（後述）。

## テレビ番組
1975年からフランスの公共放送テー・エフ・アン（TF1）にて放送された子供向け番組、『水曜日のお客様』（Les Visiteurs du mercredi）でパーソナリティーを務めた。
1978年7月3日から1987年まで、公共放送アンテンヌ2(Antenne 2)にて放送された子供向け番組、『レクレA2』（Récré A2）でメインのパーソナリティを務めた。フランス国外の子ども向け番組を紹介する番組であったが、特に日本のアニメ、特撮テレビドラマを多く放送し、関連キャラクター商品が爆発的にヒットするなど、日本アニメブームを起こした。
主な放送作品
- UFOロボ グレンダイザー
- キャンディ・キャンディ
- 宇宙海賊キャプテンハーロック
- スペースコブラ
- ベルサイユのばら
- 太陽の子エステバン
- スペクトルマン
- 宇宙からのメッセージ・銀河大戦
- 魔境伝説アクロバンチ

1987年9月8日から1997年8月30日まで、民営化されたフランスのテレビ局テー・エフ・アン（TF1）にて、自らの名前入りの子供向け番組、『クラブ・ドロテ』（Club Dorothée）が放送された。
レクレA2同様、ドロテが日本のアニメ・特撮を紹介し、子どもたちの評判を呼んだが、親である大人世代からは厳しい批判にさらされた。番組内で紹介された『キン肉マン』のブロッケンJrが、ヨーロッパではタブーであるナチスをモチーフにし、しかも正義のヒーローとして描かれていたことや、同作及び『ドラゴンボール』『聖闘士星矢』など格闘系のアニメが暴力的である、などがその主なものであった。その批判は、最も過激な描写の『北斗の拳』の登場で、一挙に暴力アニメ排斥運動へ盛り上がり、その結果、1997年をもってクラブ・ドロテは放送を終了することとなった。
主な放送作品
- キン肉マン
- ドラゴンボール
- 聖闘士星矢
- 北斗の拳
- Dr.スランプ アラレちゃん
- 銀河鉄道999
- 魔法使いサリー
- うる星やつら
- めぞん一刻
- 夢戦士ウイングマン
- シティーハンター
- ウルトラマン
- スーパー戦隊シリーズ
  - 超電子バイオマン、超新星フラッシュマン-鳥人戦隊ジェットマン
- メタルヒーローシリーズ
  - 宇宙刑事シャイダー-特警ウインスペクター

『クラブ・ドロテ』のダイジェスト版として、番組制作会社・ABプロダクション（AB Productions）の子会社から週刊誌『ドロテマガジン』（Dorothée Magazine）が発行されていた。

## 来日
ドロテが番組内で紹介した日本作品は東映作品の比率が高いが、これは東映動画国際部の積極的な営業の成果であった。東映作品のヨーロッパにおける普及に大きな功績を果たしたことから、ドロテは1988年に日本に招待されており、この時、当時制作されていた特撮ドラマにゲスト出演している。
- 仮面ライダーBLACK - 45話「妖花ビシュムの死」料理教室の講師（らしき）役。
- 超獣戦隊ライブマン - 30話「今ここに5人の戦士が」国連の女性科学者ドロテ博士役。スタッフロールでは「特別出演 ドロテ」とクレジットされている。『ライブマン』のプロデューサー鈴木武幸によれば、ドロテが出演を希望したため、ノーギャラでの出演となったとしている[1]。
- 世界忍者戦ジライヤ - 29話「0点小僧の忍者オリンピック」で外国人旅行者として登場。31話「パリで見つかった武田信玄の愛刀」にてその正体であるパリ警視庁捜査官で女忍者カトリーヌを演じる。

## バーチャル アイドル
2005年にイローナ・ミトレシーが「Un Monde Parfait」で3次元アニメーションのミュージック・ビデオを作成して、成功したのを皮切りに、フランスでは子供向けの歌を3次元アニメーションのミュージック・ビデオで発表することが増えている。ドロテも 「Hou! La menteuse」、「La valise」、「Allo, allo Monsieur l'ordinateur (2006)」をセルフカバーで発表した。

## 映画出演
- 逃げ去る恋 (1979年、フランス) - レコード店員ザビーヌ役。フランソワ・トリュフォー監督作品。
- シティーハンター THE MOVIE 史上最香のミッション（2019年、フランス） - 空港職員役。フィリップ・ラショー監督作品。